# Meristacarus tuloyus
Meristacarus tuloyus är en kvalsterart som beskrevs av Corpuz-Raros 1979. Meristacarus tuloyus ingår i släktet Meristacarus och familjen Lohmanniidae. Inga underarter finns listade i Catalogue of Life.